# Baixio
Baixio is een gemeente in de Braziliaanse deelstaat Ceará. De gemeente telt 5.991 inwoners (schatting 2009).
De gemeente grenst aan Umari, Ipaumirim, Paraíba en Lavras da Mangabeira.